# ダニエリ・ザングランド
ダニエリ・ザングランド（Danielle Zangrando　1979年7月25日 - ）は、ブラジルのサンパウロ出身の柔道選手。階級は56kg級。身長162cm。

## 人物
1995年のパンアメリカン競技大会56kg級で3位になると、世界選手権では16歳ながら銅メダルを獲得した。しかしながら、1996年のアトランタオリンピックでは初戦で敗れた。世界ジュニアとパンナム選手権では2位だった 1997年のパンナム選手権では3位だったが、世界選手権では7位に終わった。1998年の世界ジュニア57kg級では2位だった。2000年のシドニーオリンピックには出場できなかった。2004年にはパンナム選手権で優勝するが、アテネオリンピックでは3回戦で敗れた。2007年のパンナム選手権でも優勝した が、2008年の北京オリンピックには出場できなかった。

## 主な戦績
56kg級での戦績
- 1995年 - パンアメリカン競技大会　3位
- 1995年 - 世界選手権　3位
- 1996年 - 世界ジュニア　2位
- 1996年 - パンナム選手権　2位
- 1997年 - パンナム選手権　3位
- 1997年 - 世界選手権　7位

57kg級での戦績　
- 1998年 - 世界ジュニア　2位
- 1999年 - パンアメリカン競技大会　3位
- 2004年 - フランス国際　3位
- 2004年 - パンナム選手権　優勝
- 2006年 - パンナム選手権　2位
- 2007年 - パンナム選手権　優勝
- 2009年 - パンナム選手権　2位